# Stefan Gunnarsson
Stefan Gunnarsson (* 29. Juni 1982 in Kalvsvik) ist ein ehemaliger schwedischer Volleyball- und Beachvolleyballspieler. Er wurde drei Mal im Sand und einmal in der Halle schwedischer Meister.

## Karriere

### Karriere Halle
Der Universalspieler wurde in der Spielzeit 2002/03 mit Örkelljunga VK schwedischer Meister und Pokalsieger. Im Top Teams Cup der Saison belegte das Team in der Vorrunde den dritten Platz.

### Karriere Beach
Gunnarsson wurde 2001 mit seinem Partner Mike Fredriksson Neunter der Junioren-Weltmeisterschaft in Le Lavandou. 2003 und 2004 spielte das Duo auch einige Open-Turniere gemeinsam. Gunnarsson spielte 2006 mit Simon Dahl und trat in den nächsten beiden Jahren mit diversen Partnern an. Ende 2008 erreichte er mit seinem neuen Partner Hannes Brinkborg in Sanya gleich den neunten Rang. Bei der Weltmeisterschaft 2011 scheiterten Gunnarsson/Brinkborg als schlechtestes von drei Teams in der Vorrunde. Auch bei der WM 2013 in Stare Jabłonki schieden Gunnarsson/Brinkborg trotz eines Sieges über die Niederländer Nummerdor/Schuil nach der Vorrunde aus.